# Weddington
Weddington är en ort i unparished area Nuneaton, i distriktet Nuneaton and Bedworth, i grevskapet Warwickshire i England. Weddington var en civil parish fram till 1931 när blev den en del av Nuneaton. Civil parish hade 87 invånare år 1921. Byn nämndes i Domedagsboken (Domesday Book) år 1086, och kallades då Watitune.